# Gotham (krój pisma)
Gotham – bezszeryfowy krój pisma stworzony w 2000 roku przez Tobiasa Frere-Jonesa. Istnieje również odmiana tego kroju, w której znaki są wąskie.
W Polsce, w dzienniku Super Express, stosowany jest od 2004 roku.